# Robert Knepper
Robert Knepper (Fremont (Ohio), 8 juli 1959) is een Amerikaanse acteur. Hij vertolkte als Theodore "T-Bag" Bagwell in de dramaserie Prison Break een van de hoofdpersonages, en verscheen in seizoen 4 van de serie Heroes als kermisexploitant Samuel Sullivan .

## Biografie
Jeugd
Al vanaf dat Knepper jong was, was hij al geïnteresseerd in acteren, door de betrokkenheid van zijn moeder bij een theater. Hij groeide op in Maumee, Ohio dicht bij Toledo, bij zijn moeder en vader, die een dierenarts was. Knepper werkte in zijn jeugd vele jaren in het theater en speelde in schoolstukken. Nadat hij was geslaagd op Maumee High School in 1977, ging hij naar de Northwestern University om drama te studeren. Gedurende deze tijd, speelde hij ook rollen in Chicago. Knepper stopte bij de Northwestern University en ging naar New York, waar hij zijn theaterwerk voortzette. Hoewel Robert geen plannen had in de filmindustrie, begon hij met zijn filmcarrière in 1986 met The Paper Chase en That's Life.
Carrière
Hij maakte zijn filmdebuut in Blake Edward's That's Life, maar speelde ook in Woody Allen's Everyone Says I Love You, D.O.A., Renegades, Young Guns II, Gas Food Lodging, Hostage and Good Night en Good Luck.
In 2015 speelde Knepper een van de hoofdrollen in de horror/thriller "The Hoarder".
Ook speelde hij in een aantal series: Law & Order, Law & Order: Criminal Intent, La Femme Nikita, New York Undercover, Star Trek: The Next Generation, Star Trek: Voyager, ER, L.A. Law, Profiler, South Beach, Murder, She Wrote, CSI: Miami en The West Wing. Ook speelde hij in Prison Break als T-bag en speelde hij Victor Novak in Edge of Fear.
Privé
Knepper woont nu in Los Angeles met zijn vrouw en zijn zoon.

## Filmografie
|  |  |  |  |
|  |  |  |  |
|  |  |  |  |

|  | Titel                                 | Rol                      | Meer informatie                     |
|  | ------------------------------------- | ------------------------ | ----------------------------------- |
|  | Hard Target 2                         | Aldrich                  |                                     |
|  | The Hunger Games: Mockingjay - Part 2 | Antonius                 |                                     |
|  | iZombie                               | Angus DeBeers            | televisieserie                      |
|  | The Hunger Games: Mockingjay - Part 1 | Antonius                 |                                     |
|  | Chase                                 | Jack Druggan             | televisieserie                      |
|  | Breakout Kings                        | Theodore "T-Bag" Bagwell | televisieserie                      |
|  | Criminal Minds                        | Rhett Walden             | televisieserie                      |
|  | Stargate Universe                     | Simeon                   | televisieserie                      |
|  | Heroes                                | Samuel Sullivan          | televisieserie                      |
|  | The Day the Earth Stood Still         | Colonel                  |                                     |
|  | Transporter 3                         | Johnson                  |                                     |
|  | Hitman                                | Yuri Marklov             |                                     |
|  | Prison Break                          | Theodore "T-Bag" Bagwell | televisieserie                      |
|  | Good Night, and Good Luck             | Don Surine               |                                     |
|  | Hostage                               | Wil Begler               |                                     |
|  | Carnivàle                             | Tommy Dolan              | televisieserie                      |
|  | CSI: Miami                            | Freddy Coleman           | tv-aflevering: Addiction            |
|  | Presidio Med                          | Sean                     | televisieserie                      |
|  | Law & Order: Criminal Intent          | Dr. Peter Kelmer         | tv-aflevering: The Good Doctor      |
|  | Thieves                               | Special Agent Shue       | televisieserie                      |
|  | La Femme Nikita                       | Henry Collins            | tv-aflevering: Toys in the Basement |
|  | ER                                    | Keith Reynolds           | tv-aflevering: My Brother's Keeper  |
|  | Star Trek: Voyager                    | Gaul                     | tv-aflevering: Dragon's Teeth       |
|  | Renegades                             | Marino                   |                                     |
|  | Star Trek: The Next Generation        | Wyatt Miller             | tv-aflevering: Haven                |

- Gemeinsame Normdatei: 137961421
- International Standard Name Identifier: 0000 0001 1487 1067
- Library of Congress Control Number: no2008105294
- MusicBrainz: d71f81bb-e002-4755-aa4f-9ba4a6718baf
- Virtual International Authority File: 2285659
- WorldCat: E39PBJfmpmTJwkqWFYMqMrJRrq